# Erdoğan (Hamur)
Erdoğan ist ein Dorf in der Provinz Ağrı im Bezirk Hamur in der Türkei. Die Einwohnerzahl beträgt 69 (Stand: Ende 2021).

## Geographie
Das Dorf Erdoğan ist von Ağrı 42 Kilometer und von Hamur 30 Kilometer entfernt.

## Klima
Das Klima des Dorfes liegt im kontinentalen Klimagebiet.

## Wirtschaft
Die Wirtschaft des Dorfes basiert auf Landwirtschaft und Tierhaltung.

## Informationen zur Infrastruktur
Im Dorf gibt es eine Grundschule, die jedoch nicht genutzt werden kann. Das Dorf hat kein Trinkwassernetz, aber ein Kanalisationsnetz. Es gibt kein Krankenhaus. Die Straße, die den Zugang zum Dorf ermöglicht, ist asphaltiert und das Dorf verfügt über Strom und Festnetztelefon.